# Заворушення в Галіфаксі
Заворушення в Галіфаксі (або бунт у Галіфаксі, англ. Halifax VE Day Riots) — масові безчинства військових моряків збройних сил Канади в День Перемоги в Європі 7—8 травня 1945 р. у місті Галіфакс.

## Передумови

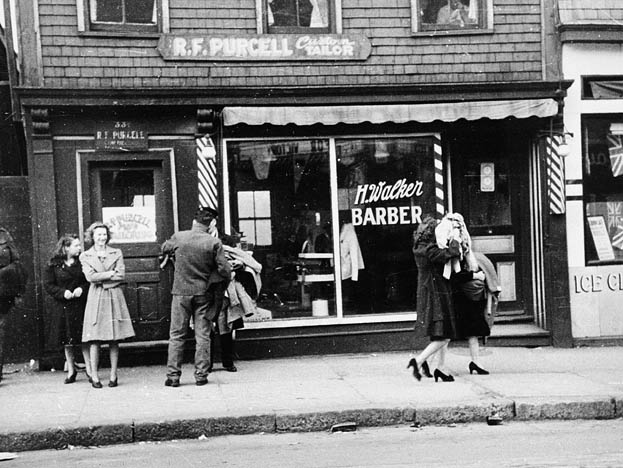
Розграбований магазин у день заворушень

Протягом Другої світової війни населення міста Галіфакс зросло удвічі, оскільки там розвинулася велика армійська база з десятками тисяч військових. Маленьке місто не мало достатньо ресурсів для забезпечення усіх потреб щораз чисельнішого населення, що привело до конфлікту між місцевими цивільними та новоприбулими.

## Хід заворушення
У день перемоги, коли Німеччина капітулювала, адмірал Леонард Мюррей (англ. Leonard W. Murray) вирішив у честь святкування спустити на берег 9 тисяч військових моряків. Натомість місцеві жителі зачинили усі магазини, де можна було придбати алкоголь. Розгнівані моряки вирішили силою забрати алкоголь з магазинів, що стало каталізатором до тотального погрому всього міста і сусіднього Дартмута. Було розграбовано 207 магазинів, три заворушники загинуло, деяких засудили, але більшість моряків було звільнено.